# Shiche
| Tibetische Bezeichnung          |
| ------------------------------- |
| Wylie-Transliteration: zhi byed |

Shiche (auch: Shije, Shijed; tibetisch: zhi byed; chinesisch 希解派 / 息结派, Pinyin Xijie pai; Sanskrit: Shantikara; „Friedensstifter“) bezeichnet sowohl eine ehemalige, im 11. Jahrhundert gebildete Schule des tibetischen Buddhismus als auch deren maßgebliche Lehre, die auf Phadampa Sanggye zurückgeht. Phadampa Sanggye baute in Dingri ein Kloster, Dingri Langkhor. Die Shiche ging als eigenständige Schule im 15. Jahrhundert unter, ihre Lehre zählt zu den großen „acht Praxislinien des tibetischen Buddhismus“ (tib.: sgrub brgyud shing rta brgyad).
Zu namhaften Vertretern dieser Schulrichtung zählen Pha Dampa Sanggye (pha dam pa sangs rgyas; 1117), Macig Labdrön (ma gcig lab sgron), Ma Chökyi Sherab (rma chos kyi shes rab; 1055–?), Sochung Gedünbar (so chung dge 'dun 'bar; 1062–1128), Mawe Sengge (smra ba'i seng ge; 1186–1247) und Rog Sherab Ö (rog shes rab 'od; 1166–1244).